# 刘宝华
刘宝华（1963年8月—），河北省宁晋人，中华人民共和国政治人物。2017年8月起擔任国家能源局党组成员、國家能源局副局长。
2020年10月17日被調查，11月5日被免職。2021年10月14日，刘宝华在山东省青岛市中级人民法院一审時承認自己受賄7073余万元。。
2022年3月16日，青島市中級人民法院對劉寶華受賄案一審公開宣判，以受賄罪判處被告人劉寶華有期徒刑十三年，並處罰金300萬元人民幣。扣押、查封在案的贓款贓物及孳息依法予以追繳，上繳國庫。